# Haywardina anophthalma
Haywardina anophthalma är en fjärilsart som beskrevs av Felder 1867. Haywardina anophthalma ingår i släktet Haywardina och familjen praktfjärilar. Inga underarter finns listade i Catalogue of Life.